# Oberbaldingen

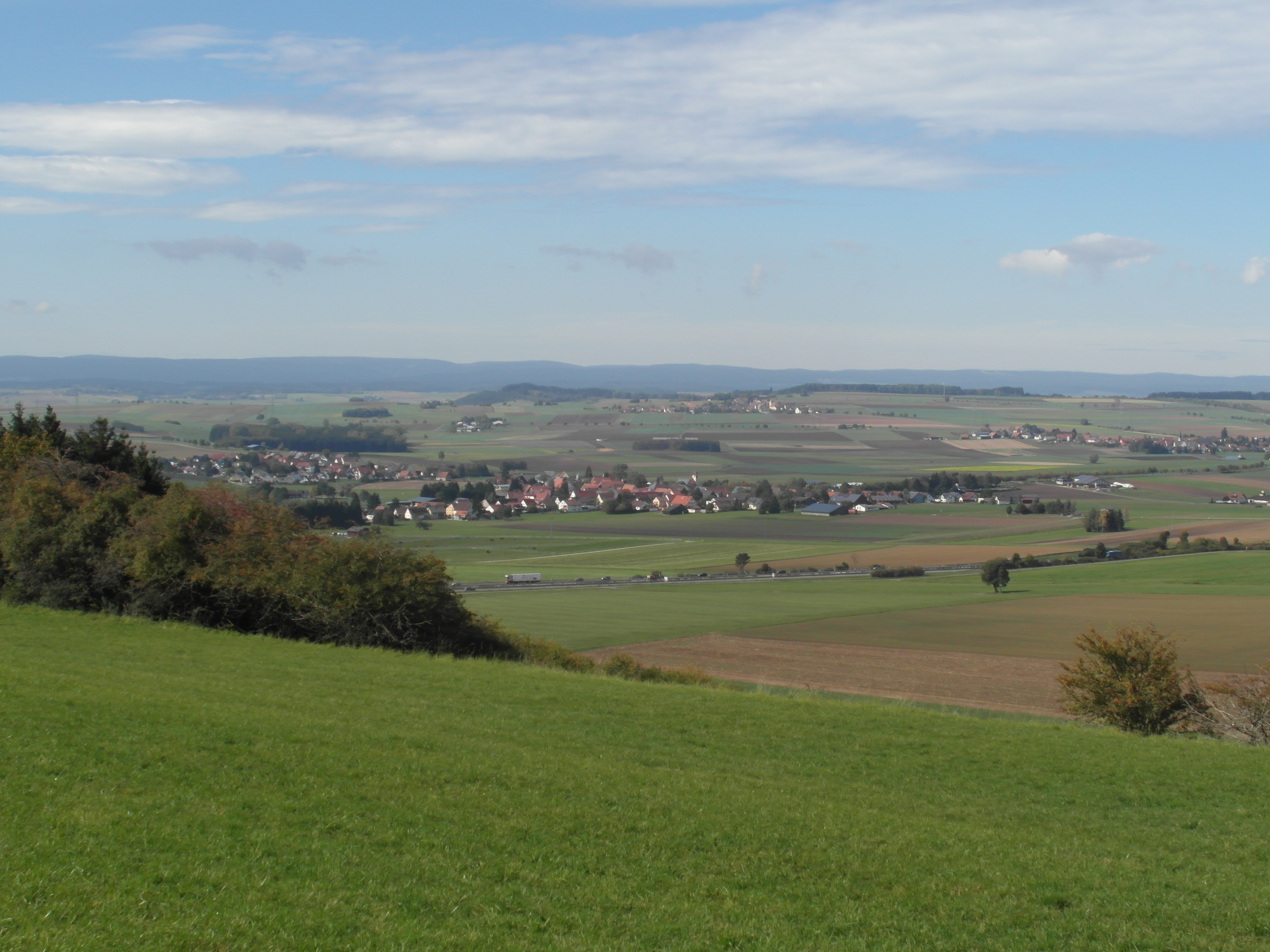
Uitzicht over Oberbaldingen

Oberbaldingen is een stadtteil van de gemeente Bad Dürrheim in de Duitse deelstaat Baden-Württemberg.

## Geografische ligging
Oberbaldingen ligt aan het oostelijke eind van de hoogvlakte Baar tussen het zuidelijke Zwarte Woud en de Schwäbischen Alb.

## Wapen
Het wapen van Oberbaldingen toont twee witte vissen op een blauwe achtergrond onder het Würtembergse "Hirschstange" (gewei).